# Неклюдово (Вологодская область)
Неклю́дово — деревня в Грязовецком районе Вологодской области России, на реке Едлаз.
Входит в состав Перцевского муниципального образования (с 1 января 2006 года по 9 апреля 2009 года входила во Фроловское муниципальное образование), с точки зрения административно-территориального деления — во Фроловский сельсовет.
Расстояние до районного центра Грязовца по автодороге — 28 км, до центра муниципального образования Слободы по прямой — 18 км. Ближайшие населённые пункты — Фрол, Волково, Паршино.
По переписи 2002 года население — 9 человек.